# Номинален лихвен процент
Във финансите и икономиката номиналният лихвен процент се отнася до ставка на лихвата преди корекцията за инфлация (за разлика от реалния лихвен процент), или за лихвения процент „без корекция“ за ефект на натрупване (наричан също номинална годишна лихва). Лихвеният процент се нарича номинален, ако честотата на натрупване (например един месец) не е идентичен с основната времева единица (обикновено една година).

## Номинален срещу реален лихвен процент
Реалният лихвен процент е номиналният лихвен процент минус инфлацията. При отпускане на кредит това е реалната лихва, която заемодателят получава като приход. Ако заемодателят получава 8% лихва от дадения кредит и инфлацията е 8%, то реалния лихвен процент е нула, тъй като инфлацията и номиналната лихва са равни. За заемодателя не би имало нетна полза от такъв заем, тъй като инфлацията заличава напълно печалбата от кредита.
Връзката между реална и номинална лихва се описва от уравнението:
{\displaystyle (1+r)(1+i)=1+R\,}
където:
- r е реалният лихвен процент
- i е процентът на инфлация
- R е номиналният размер на лихвата[1]

Общоприето приближение за реален лихвен процент е:
реалният лихвен процент = номинален лихвен процент – очакваната инфлация
В този анализ, номиналната лихва е декларираната лихва, а реалният лихвен процент е резултатът след отчитане на очакваните загуби от инфлация. Тъй като бъдещият процент на инфлация може да бъде само приблизително оценен, то ex ante и ex post (предварителния и последващия събитието) реален лихвен процент могат да бъдат различни, а премията, изплащана за фактическата инфлация, може да бъде по-висока или по-ниска. За разлика номиналният лихвен процент се знае предварително.

## Номинален иефективен лихвен процент
Номиналният лихвен процент е периодичният лихвен процент умножен по броя на периодите за година. Например, номинален годишен лихвен процент от 12% при месечно натрупване, представлява 1% лихва на месец (с натрупване). Номиналният лихвен процент за периоди на натрупване по-малки от година, винаги е по-нисък от еквивалентната лихва с годишно натрупване (това се получава директно чрез елементарни алгебрични преобразувания на формулата за натрупваща се лихва). Номиналната лихва не е напълно определена без да е указана честотата на натрупване. За каквато и да е лихва, ефективният лихвен процент не може да бъде определен без да се знае честотата на натрупване и лихвения процент. Въпреки че се използват някои конвенции, когато честотата на натрупване се знае, потребителите по-специално може да не разберат колко важно е ефективният лихвен процент да се знае.
Номиналните лихвени проценти не са сравними, освен ако периодите им на натрупване не са едни и същи. Ефективният лихвен процент коригира това, като „конвертира“ номиналната лихва в годишна сложна лихва. В много случаи в зависимост от местните разпоредби, лихвените проценти в реклами на кредитори представляват номиналния, а не ефективния лихвен процент, като по този начин се декларира по-нисък лихвени процент от еквивалентния ефективен годишен лихвен процент.
Този термин не бива да се бърка с проста лихва, която не се натрупва (за разлика от сложната лихва).
Ефективният лихвен процент винаги се изчислява с годишен период на натрупване. Ефективният лихвен процент се изчислява по следния начин:
{\displaystyle r\ =\ (1+i/n)^{n}-1}
където
- r е ефективната лихва,
- i е номиналната лихва (като десетично число, например 12% = 0,12) и
- n е брой периоди на натрупване за една година (например 12 за месечно натрупване)

## Примери

### Месечно натрупване
Пример 1: Номинален лихвен процент от 6% натрупван месечно се равнява на ефективен лихвен процент от 6,17%.
Пример 2: 6% годишно се начислява като 6% / 12 = 0,5% всеки месец. След една година първоначалният капитал се увеличава с коефициент (1+0,005)12 ≈ 1,0617.

### Дневно натрупване
Кредит с ежедневно натрупване ще има значително по-висок ефективен процент на годишна база. За заем с 10% номинален годишен лихвен процент и ежедневно натрупване, ефективния годишен процент е 10 516%. За заем от 10 000 $ (изплащан еднократно в края на годината), кредитополучателят ще плати 51,56 $ повече от този, на който се начислява 10% годишно натрупвана лихва.